# Gschritt
Der Gschritt ist ein 2750 m ü. A. hoher Berggipfel der Villgratner Berge an der Grenze zwischen den Gemeinden St. Veit in Defereggen im Nordosten und Innervillgraten im Süden (Osttirol, Österreich).

## Lage
Der Gschritt liegt im Nordwesten der Villgratner Berge. Der Gipfel befindet sich am zentralen Hauptkamm zwischen der Traunleitenspitze (2690 m ü. A.) im Südwesten und der Roten Spitze (2956 m ü. A.) im Nordosten. Zwischen dem Gschritt und der Traunleitenspitze befindet sich das Plattetörl, von der Roten Spitze wird der Gschritt durch die Wangeslenke  (2886 m ü. A.) getrennt. Der Nordgrat des Gschritt verläuft über die Gamsburg (2729 m ü. A.) zur Ragötzllenke, vom Verbindungsgrat zur Roten Spitze zweigt wiederum die Wangenschneide nach Süden ab, wobei die Erhebung an der Abzweigung der Wangenschneide als Rotes Mandl (2751 m ü. A.) bezeichnet wird.

## Anstiegsmöglichkeiten
Das Normalweg auf den wenig begangenen Gipfel verläuft vom südlich gelegenen Arntal über die Oberstalleralm zunächst auf markiertem Weg Richtung Wageslenke und danach weglos über Wiesen auf das Rote Mandl. Von hier aus kann der Gschritt über den Südostgrat erreicht werden (I+). Alternativen sind der Südostgrat (I) oder die Überschreitung von der Ragötzllenke über den Gamsbug (I+).